# Geometry Dash
Geometry Dash (anteriormente llamado "Geometry Jump") es un videojuego de plataformas y videojuego rítmico creado en 2013 por el desarrollador sueco Robert Topala (más conocido como RobTop), y posteriormente desarrollado por su empresa independiente RobTop Games. Su lanzamiento se produjo el 13 de agosto de 2013 para dispositivos móviles, y el 22 de diciembre de 2014 para la plataforma de distribución digital Steam, también con su nueva actualización que presentó Robert Topala; la 2.2, con su primera aparición el 21 de abril de 2016 y su lanzamiento el 19 de diciembre de 2023, siendo la actualización más grande en su historia.
Hoy en día, su desarrollador, RobTop Games sigue con su trabajo de terminar la actualización 2.2 completa, ya habiendo añadido el modo "Event", el "Wraith", nuevos "Gauntlets" y la colaboración del sello discográfico NCS, y aún programando algunos otros añadidos como el modo "Versus" o el "The Map" (una selección de niveles plataforma en el juego).

## Jugabilidad
Este juego utiliza un sistema sencillo de pulsación para controlar diferentes vehículos (o de dar clic con el ratón para la distribución Steam). El objetivo del juego es completar  niveles ya sean los principales o creados por la comunidad ; sin embargo, si el jugador da un mal salto o movimiento contra un obstáculo, tendrá que empezar el nivel desde el principio. De igual forma el juego tiene el modo práctica que, a diferencia del modo normal, permite colocar checkpoints, lo que permite al jugador comenzar en estos lugares en lugar del principio. El videojuego presenta 27 niveles oficiales (entre niveles normales y del modo plataforma), de los cuales veinte se pueden jugar a partir del inicio. Las longitudes de los niveles principales normales en el videojuego son de aproximadamente 1:20 a 1:45 minutos. Los niveles se clasifican por dificultad: easy o fácil, normal, hard o difícil, harder o más difícil, insane o loco y «demon» o demonio; en los niveles de usuarios, existen las variaciones de «Easy Demon», «Medium Demon», «Hard Demon», «Insane Demon» y «Extreme Demon».

### Modos de juego
En el juego hay ocho tipos de modos para jugar, cada uno denominado vehículo, y cada uno se comporta de forma diferente. Estos modos incluyen el cubo, la nave, la bola o "erizo", el ovni o "ufo", el "wave", también conocido como flechita o dardo, el robot, la araña, el "swing copter" y el "jetpack" (que en realidad es sólo una variación del modo plataforma de la nave). En el juego hay varios tipos de portales; estos permiten cambiar de vehículo, cambiar de tamaño, cambiar de gravedad (invertirla), cambiar de sentido, cambiar de velocidad, cambiar de posición (mediante el teletransporte) y duplicar al ícono haciendo que el usuario maneje dos íconos a la vez. Los pads son objetos que, al entrar en contacto con el vehículo, hacen que este salte (a una distancia un poco mayor que a la de las orbes) automáticamente (a excepción del wave, que solo interactúa con los pads que cambian la gravedad). Los orbes son pequeñas circunferencias que interactúan con el jugador, solo si este pulsa cuando el ícono pasa por su posición. También hay un modo plataforma que se le puede aplicar a los niveles, en el que el jugador tiene más libertad al jugar. Existen varios niveles con este modo que tienen estrellas; o en este caso, lunas. En el modo plataforma, el jugador se controla con las teclas WASD y la barra espaciadora, y la rapidez de sus movimientos depende tanto de la velocidad inicial del nivel como de los portales de velocidad que el jugador toque.
- Cubo: El cubo fue el primer vehículo presentado en el juego junto a la nave. Este vehículo sirve para saltar de plataforma en plataforma, pero con la condición de que tienes una gravedad, la cual, no puedes cambiar como en el robot. Funciona en los dos tipos de juego; clásico y plataforma.

- Nave: Sirve para volar en el nivel, superando las limitaciones del cubo. Funciona en los dos tipos de juego, siendo el jetpack en plataforma.

- Bola: Tercer vehículo en ser presentado, funciona cambiando su gravedad con cada click, siendo que no puede hacerlo sin tener contacto previo con el suelo o una plataforma. Soportado en clásico y plataforma.

- Ovni (UFO): Es una mezcla entre el cubo y la nave, ya que salta como el cubo, pero a diferencia de éste puede hacerlo en el aire. Puede ser usado en ambos modos de juego.

- Wave. Funciona de la misma manera que la nave, excepto que sube y baja a 45 grados. Su variante mini lo hace a 60 grados, haciéndose adecuado para niveles difíciles, ya que en este modo su velocidad vertical aumenta, siendo complejo de controlar. No funciona en modo plataforma.

- Robot: Funciona de la misma forma que el cubo, pero si se sostiene el click saltará más alto. Funciona en los dos modos de juego.

- Araña. Funciona de manera similar a la bola, excepto que se teletransporta a la gravedad opuesta de forma inmediata. Funciona en los dos modos de juego.

- Swing: También conocido como "swing copter", en su funcionamiento es una combinación de la nave y la bola. Fue creado inspirado en un bug que hacía que en el modo de duales pudiese flotar en el aire, conociéndose como "floating ball". No funciona en modo plataforma.

- JetPack: Es una variante de aspecto de la Nave para el modo Plataforma.

### Recompensas
El jugador puede recoger hasta 164 Secret Coins (monedas secretas) en distintas áreas del juego, como en los niveles oficiales, en los que se pueden recoger tres por cada nivel, y que se encuentran en áreas escondidas o desafiantes del mismo. También, se pueden conseguir monedas en los niveles del "The Tower", y también en otras partes del juego como en los paquetes de mapas (map packs), al completar uno. Cada map pack te recompensa con una secret coin al finalizar con este, excepto los demon packs, que te recompensan con dos. Hasta el momento existen 70 map packs. Además, existen tres monedas secretas ocultas, que la primera se consigue poniendo el código sparky en el The Vault, La segunda moneda se consigue completando 2000 niveles de usuario en modo normal (aunque en tu perfìl verás que seguirá el mismo número de monedas que tenías anteriormente, el cual es un bug que no se ha solucionado). Y la tercera, en la sección de los niveles oficiales deberás tocar varias veces la flecha de la derecha lo más rápido que puedas, desde el inicio de los niveles hasta donde dice Coming soon, por dos veces, y la moneda aparece en Coming Soon. En su más actual versión (2.2.13, versión comercial 2.206) es posible recolectar también Moons, estas se pueden obtener completando niveles de modo Plataforma oficiales o creados por la comunidad
Una forma de recibir recompensas son los Daily Chests (Cofres Diarios), que consisten en dos cofres, uno pequeño y otro grande, que entregan recompensas gratuitas cada 4 horas (cofre pequeño) y cada 24 horas (cofre grande). Estos cofres pueden brindar fragmentos de poder (shards), diamantes, llaves y orbes de mana totalmente gratis. Otra forma de ganar recompensas es a través de las misiones o Quests. Una vez completadas, el jugador recibe a cambio 5, 10, o 15 diamantes. Las misiones consisten en recolectar cierta cantidad de estrellas, orbes de mana o monedas de usuario.

## Niveles de usuario
Los creadores han subido niveles con las diferentes dificultades ya mencionadas. Estos reciben estrellas cuando es verificado por RobTop. Las monedas recolectadas en los niveles oficiales (monedas secretas) son diferentes a las ganadas en niveles de usuario, llamadas user coins (monedas de usuarios), tienen el mismo aspecto que las secret coins, pero en un color gris plateado, además, la recompensa de estrellas es mayor en los niveles propios del juego que los hechos por los usuarios.

### Editor de niveles
Desde el principio del juego, ha existido el modo editor, que con el tiempo ha ido cambiando. El modo editor permite a los usuarios crear sus propios niveles y hacerlos públicos, dejando que cualquiera los juegue, y solo está disponible en la versión completa. Para crear, hay una gran diversidad de objetos como superficies, bloques decorativos, triggers, portales, orbes, pads, objetos que matan, decoraciones variadas, entre otros. Existen tres modos de editor: build (para colocar objetos), edit (para modificar la posición, rotación, etc, de un objeto ya colocado) y delete (para suprimir objetos). Además, también existen las opciones en el editor; swipe, rotate, free move y snap; el swipe sirve para «modo lápiz», y permite colocar o eliminar objetos deslizando el dedo o cursor por la pantalla (solo funciona con el modo build o delete), el rotate permite girar objetos, el free move permite mover los objetos directamente (solo funciona con el modo edit), y el snap sirve para que los objetos que se coloquen se acomoden a la cuadrícula. El jugador puede poner hasta 80 000 objetos, pero a partir de los 40 000 se muestra un aviso de que el nivel puede no ser apto para los dispositivos de bajo rendimiento. También el jugador tiene que ser capaz de completar su propio nivel con todas las monedas de usuario, en el caso de que decidiera ponerlas.

## Características de los niveles
Los jugadores pueden crear niveles con longitudes variables. Según la duración, los niveles se clasifican en seis tipos.
- Tiny: menos de diez segundos de duración.
- Short: de diez segundos a treinta segundos de duración.
- Medium: de treinta segundos a un minuto de duración.
- Long: de un minuto a dos minutos de duración.
- XL: más de dos minutos de duración.
- Plat.: abreviado de Platformer. Es la clasificación de los niveles de este tipo, pues la duración varía entre cada jugador, el largo y la dificultad del nivel.

Adicionalmente, a la hora de subir un nivel a los servidores, aparece una serie de opciones. Estas se pueden ignorar, pero si se utilizan, se puede guiar, ayudar o no mostrar el nivel al público; a estas opciones se acceden desde un engranaje arriba a la derecha después de darle al botón de subir nivel, estas son:
- Allow copy: Cualquier persona puede copiar el nivel.
- Requires password: Esta opción solo se activa si ha sido activada la opción "Allow copy" y sirve para poner contraseña numérica de hasta 6 dígitos (anteriormente 4 dígitos) a la opción de copiar nivel.
- Unlisted: Solo las personas que sepan la "ID" (se explica más adelante) del nivel podrán jugarlo colocando la "ID" en la herramienta de búsqueda de niveles o también las personas que accedan desde un comentario. Además, no es necesario verificar un nivel (completándolo con todas las monedas de usuario) para publicarlo en Unlisted. Esto es útil, por ejemplo, cuando se necesita que otra persona lo verifique antes de su publicación para todo público.

Cada nivel de usuario lleva un ID único, que se muestra en la información del nivel. El ID sigue un orden numérico, lo que los hace incambiables, y, por lo tanto, no se pueden elegir. En caso de que un nivel sea eliminado, el ID correspondiente se pierde para siempre. Aquellos niveles con menos de cien objetos serán eliminados.
El juego guarda los niveles que el jugador entró recientemente, puede consultar hasta nueve mil niveles, y existe la opción de que solo cien niveles se puedan guardar. Existen las carpetas (folders), que sirven para ordenar mejor los niveles. Las carpetas están en la lista de niveles creados por el jugador y en los niveles guardados.

## Otras características

### Cuentas de usuario
Los jugadores pueden crearse una cuenta en la página del juego (anteriormente se podía dentro del propio juego, pero se quitó por problemas de seguridad) tener un perfil, publicar posts, ver estadísticas, los vehículos y mensajes; aceptar amigos, desbloquear personas que se hayan bloqueado, vincular redes sociales como: YouTube, Twitter y Twitch; con otras características como ver niveles y comentarios con más votos positivos. Si alguna persona publicaba un nivel sin cuenta, su nombre aparecerá en verde, pero si tiene cuenta, su nombre aparecerá en amarillo dorado.Actualmente, se requiere de una cuenta obligatoriamente para publicar un nivel en los servidores, sin esta, aparecerá un cartel pidiendo que crees una.

### Tabla de posiciones
El juego posee la sección de las puntuaciones globales, está desde los inicios, pero se ha ido modificado con el tiempo. Este top está dividido en cuatro secciones: top 100 (anteriormente top 50), amigos, global y creadores. En el top 100 se encuentran los cien jugadores con más estrellas obtenidas en el videojuego. Actualmente el jugador con más estrellas es MrSpaghetti con más de 310000 estrellas. El global es donde se encuentra la posición actual del jugador. En la sección de amigos se encuentran los amigos que el jugador tiene agregado (este apartado solo está disponible si el jugador ha iniciado sesión con su cuenta). Por último, la sección de los creadores, se encuentran los cien jugadores con más puntos de creadores; (los puntos de creadores se obtienen si el nivel del jugador posee un nivel con estrellas o destacado (featured). Desde la actualización 2.11 las actualizaciones globales no se actualizan. No fue hasta el 22 de mayo del 2021 cuando RobTop finalmente arregló las actualizaciones globales.

### Map Packs
Los paquetes de mapas (Map Packs), es una casilla que contiene niveles creados por los jugadores. En cada pack de mapas hay tres niveles elegidos por RobTop, los cuales dan una moneda secreta (dos monedas si el pack de mapas es de dificultad «Demon») al jugador con monedas si el usuario que creó el nivel las colocó. Actualmente hay 65 paquetes de mapas.

### Gauntlets
Los gauntlets son niveles creados por los jugadores representados como un mundo al estilo de los mundos de Geometry Dash World. En cada gauntlet hay cinco niveles elegidos por RobTop y cuatro personas más (algunos solo elegidos por RobTop), Cuando el jugador termina un gauntlet, recibe un cofre con una llave y algún efecto de muerte según el Gauntlet; además de diamantes y orbes de mana. Aparte de la casilla de la valoración destacado a los niveles, existe la casilla destacado y épico (epic) que están todos los niveles, de ese tipo de nivel, respectivamente. Los niveles son de cualquier dificultad.

### Niveles diarios y semanales
Existen los niveles diarios (daily levels) creados por los jugadores. Son niveles entre dos estrellas a nueve estrellas, también al completar el nivel diario le darán sus respectivas estrellas y diamantes al jugador, más una cantidad extra de diamantes.
El demon semanal (weekly demon) es igual que el nivel diario. Este se agregó en la actualización 2.11, pero en lugar de niveles de dos a nueve estrellas son de diez estrellas, son de toda dificultad «demon» y las recompensas son mayores que las del nivel diario.

### Moderadores
Los niveles de usuarios existentes, hay jugadores que votan los niveles, con diez votos el nivel empieza a tener dificultad (sin estrellas). Hay jugadores que pueden enviar el nivel a RobTop, para que el nivel reciba estrellas. A estos jugadores se les conocen como moderadores, que en la actualización 2.11 para saber quiénes son moderadores y quiénes no, RobTop agregó la letra «M» a los moderadores a la izquierda de su nombre en su perfil, agregando dos tipos de moderadores; Elder Mod y Mod, para diferenciar uno de los tipos varía el color: fucsia (Elder Mod), amarillo (Mod). En la actualización 2.2, se agregó otro tipo de moderador, siendo Leaderboard Mod.

## Otros juegos
Dado a la popularidad del juego y al retraso en el lanzamiento de algunas versiones del juego, el creador lanzó distintas versiones spin off del juego, estás conteniendo características y mecánicas preliminares de las versiones futuras. Todas ellas son gratuitas, aunque sólo una se encuentra disponible para usuarios de ordenador (Geometry Dash Lite); el resto siendo exclusivas de dispositivos móviles.

### Geometry Dash Lite
Geometry Dash Lite se trata de una versión de prueba de la versión oficial, en ella, los jugadores sólo pueden acceder a algunas características, como el Weekly demon, el Daily level, el Event level, y un nuevo apartado llamado Weekly levels, que son 10 niveles de usuarios comunes que cambian cada semana; los niveles principales son limitados, aunque con cada actualización se añade uno nuevo (proveniente de la versión de paga); no tiene los cofres diarios; no es accesible ninguna tienda y no se puede acceder a los fragmentos de poder. Algunos logros y personalizaciones de vehículos no pueden ser obtenidos.

### Geometry Dash Meltdown
RobTop sacó videojuegos alternos de Geometry Dash desde 2015 hasta 2017.
El 16 de diciembre de 2015, RobTop publicó un tráiler en YouTube de «Geometry Dash Meltdown». Tres días después (19 de diciembre de 2015) es lanzado el juego para dispositivos móviles. Es un videojuego alterno gratis, con tres niveles exclusivos, que duran lo mismo que en la versión comprada. Todos los niveles llevan la música de F-777. En esta versión del juego también se pueden conseguir nuevos iconos, monedas secretas, logros y colores. Actualmente no se puede guardar el progreso en la cuenta, pero sí se puede restaurar los datos. Se puede ingresar al The Vault. Este juego fue creado en conjunto a la actualización 2.0, (que salió el 26 de agosto de 2015); como los nuevos triggers y objetos de decoración.

### Geometry Dash World
El 21 de diciembre de 2016, RobTop publica un video en YouTube de «Geometry Dash World», diciendo que saldría ese mismo día. Ese día RobTop lanzó el juego para dispositivos móviles, (la versión de Android fue lanzada un día después). Es un videojuego alterno gratis con dos mundos (cinco niveles en cada mundo) exclusivos. Las pistas de los niveles fueron realizadas por Dex Arson, F-777 y Waterflame. El juego incluye un total de diez niveles distribuidos en dos islas (cinco niveles en cada uno), las islas se denominan Dashland y Toxic Factory, los cuales no duran más de cuarenta segundos. Este juego creado en conjunto a la actualización 2.1, (que salió el 16 de enero de 2017); como los nuevos iconos, triggers, dos tiendas, el Vault of Secrets, cofres diarios y los niveles diarios. También se puede conseguir monedas de usuario completando niveles diarios que lo tengan.

### Geometry Dash SubZero
El 12 de diciembre de 2017, RobTop pública una imagen en Facebook de «Geometry Dash SubZero». Nueve días después (21 de diciembre de 2017) es lanzado para dispositivos móviles y el video de la vista en YouTube. Es un videojuego alterno gratis con tres niveles exclusivos, que duran lo mismo que duran los niveles de la versión comprada. Las pistas de los niveles fueron realizadas por MDK, Bossfight y Boom Kitty. En esta versión del juego también se pueden conseguir nuevos iconos, monedas secretas, logros y colores. Se puede cargar la partida del jugador. No se puede ingresar a ninguna bóveda, ni tampoco se puede ingresar a los niveles de usuario. Este juego fue creado en conjunto a la actualización 2.2; incluyendo como nuevos iconos, los triggers, y orbes inversas. 
| Nombre                 | Lanzamiento              | Basado en                                      | Cantidad de niveles                                                                        | Versión actual |
| ---------------------- | ------------------------ | ---------------------------------------------- | ------------------------------------------------------------------------------------------ | -------------- |
| Geometry Dash          | 13 de agosto de 2013     | The Impossible Game                            | 27 (contando The Challenge y los niveles de The Tower) (sin contar los niveles de usuario) | 2.208          |
| Geometry Dash Lite     | 15 de septiembre de 2013 | La versión oficial, como una versión de prueba | 21 (contando los niveles de The Tower)                                                     | 2.2.15         |
| Geometry Dash Meltdown | 19 de diciembre de 2015  | La actualización 2.0                           | 3                                                                                          | 2.2.15         |
| Geometry Dash World    | 21 de diciembre de 2016  | La actualización 2.11 beta                     | 11 (contando The Challenge)                                                                | 2.2.15         |
| Geometry Dash SubZero  | 21 de diciembre de 2017  | La actualización 2.2 beta                      | 3                                                                                          | 2.2.15         |

## Desarrollo
El juego está programado en lenguaje C++, usando la librería Cocos2d. Según RobTop, el juego se desarrolló en cuatro meses. Originalmente se desarrolló en el videojuego The Impossible Game. RobTop también se inspiró en los videojuegos; 
, Bit.Trip, Super Meat Boy, Flappy Bird, Super Mario Bros y  Wave Wave, el juego también ha hecho referencias a otros videojuegos con los iconos del videojuego.
En el lanzamiento tenía solo siete niveles («Stereo Madness», «Back on Track», «Polargeist», «Dry Out», «Base After Base», «Cant Let Go» y «Jumper»). El videojuego en fase beta, era denominado como: «Geometry Jump», pero después fue cambiado a «Geometry Dash».

Según RobTop, Geometry Dash empezó como un proyecto que pudo haberse movido en cualquier dirección: «No había realmente ningún plan detallado [...] Sencillamente comenzó como un cuadrado que podría saltar y morir».
Robert Topala

## Comunidad

### Icon Contest 2017
En febrero de 2017 el jugador y moderador Viprin anunció junto en colaboración con Michigun y Etzer un evento que consistía en que la comunidad mandara sugerencias de iconos de los distintos modos de juego para implementarlos en las versiones 2.11 y 2.2, dicha selección se hizo mediante votación. Los ganadores se anunciaron en junio del mismo año.

### Icon Contest 2020
En noviembre de 2020, Robtop, el desarrollador del juego, anunció por segunda vez un concurso en el cual sus iconos podrían ser añadidos en la versión 2.2, con el fin de tener un catálogo más actualizado de iconos. En diciembre de ese mismo año, se presentó una imagen que contenía nombres de algunos participantes junto al número de iconos implementados por este mismo, y posteriormente compartió una imagen de los más de 300 Iconos (Solo cubos) ya añadidos al juego.

### Demon List
La Demon List es un ranking no oficial de los niveles más difíciles en Geometry Dash. Es mantenida por Pointercrate y los récords son aceptados por encima de un umbral dado y otorgan una gran cantidad de puntos. La lista está dividida en dos secciones: la lista principal y la lista extendida. La lista principal contiene los demons más difíciles mientras que la lista extendida contiene demons que no califican para la sección principal pero aún son de alta relevancia. Según la lista de los Demons de Geometry Dash en Pointercrate, el Demon más difícil en el juego actualmente es Amethyst de Mist.
El sitio de Pointercrate cuenta igualmente con una sección llamada Stats Viewer, el cual clasifica a los usuarios con más puntos obtenidos dentro de la lista de Pointercrate.Actualmente, el Stats Viewer reconoce al jugador Zoink
  de Estados Unidos como el jugador con más puntos.

## Recepción

### Respuestas de las críticas
Geometry Dash recibió críticas mayormente buenas. En el sitio web The Atlantic, el usuario, Chris Bodenner realizó muchas reseñas de varios juegos, de Geometry Dash dijo: «Hablando de videojuegos musicales, Geometry Dash es el mejor, porque impulsa al jugador con la energía que da el juego». — En Softpedia, concluyó en el que el estilo del juego desafía al jugador que aparezca, diciendo: «Aunque a veces puede ser un poco frustrante, siempre puedes completar los niveles usando el 'modo práctica' y luego saltar a los diferentes niveles creados por la comunidad». — El usuario Rob Rich en el sitio 148Apps opinó por: «Geometry Dash ofrece todos los desafíos esperados de un juego 'imposible' al mismo tiempo que lo hace más accesible para los que recién lo juegan». — La persona Chris Morris, dio su opinión a través de Common Sense Media, diciendo que «es un videojuego para niños, donde se maneja la frustración de manera buena, y que se puede interactuar con miembros de la familia».

### Comercial
El videojuego obtuvo gran popularidad alrededor del mundo, especialmente en Canadá, donde fue la aplicación de Apple con iPhone e iPad más vendida (durante la tercera de junio de 2014).